# Monteagudo de las Salinas
Monteagudo de las Salinas là một đô thị của Tây Ban Nha, thuộc tỉnh Cuenca, Cộng đồng tự trị Castilla-La Mancha. Đô thị này có diện tích 130,85 km² với dân số 147 người (INE 2008) và mật độ dân số 1,12 người/km².

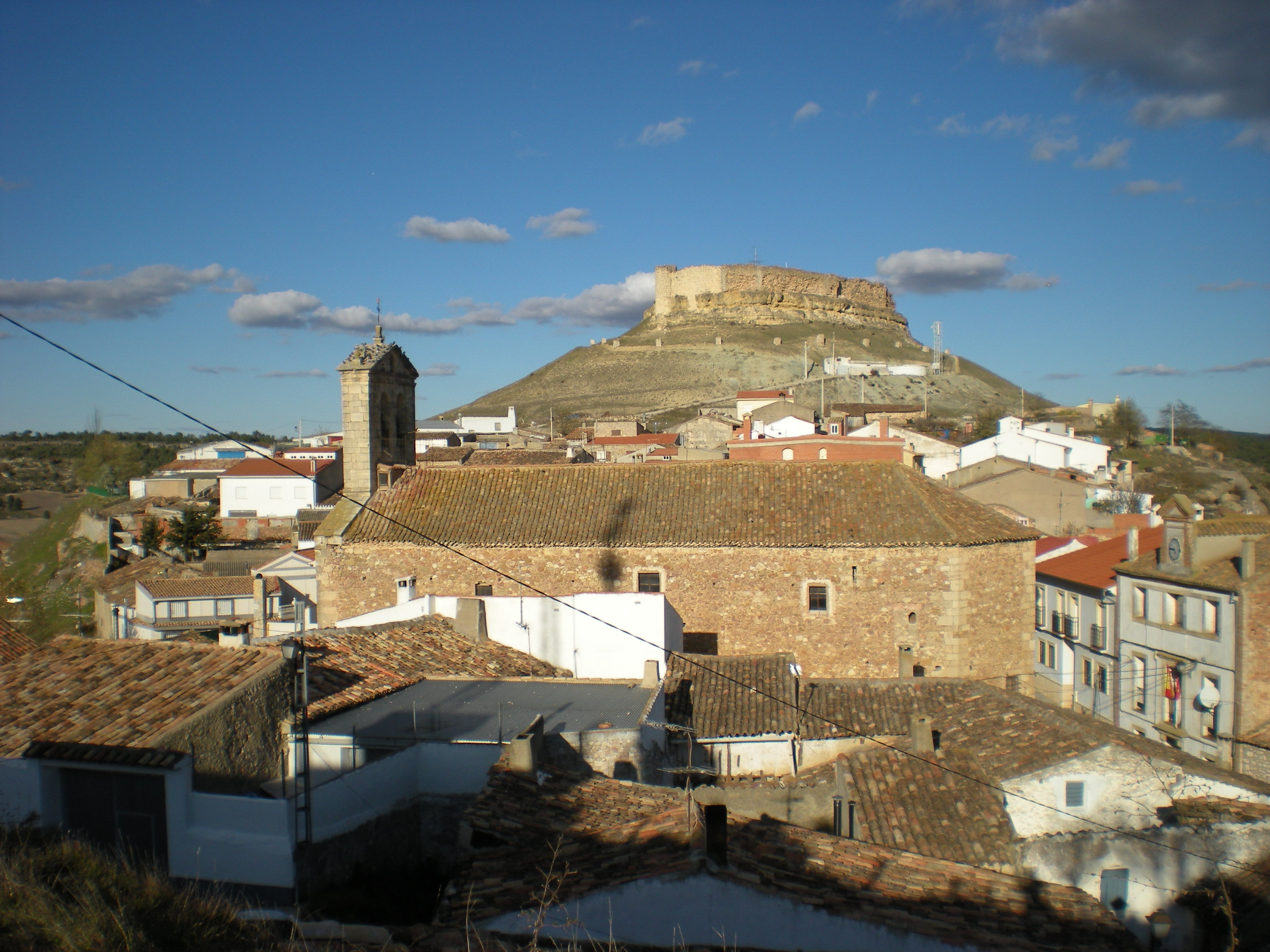
Monteagudo

## Dân số
| 1991 |  | 1996 |  | 2001 |  | 2004 |
| ---- |  | ---- |  | ---- |  | ---- |
| 132  |  | 122  |  | 131  |  | 147  |